# Sciamito

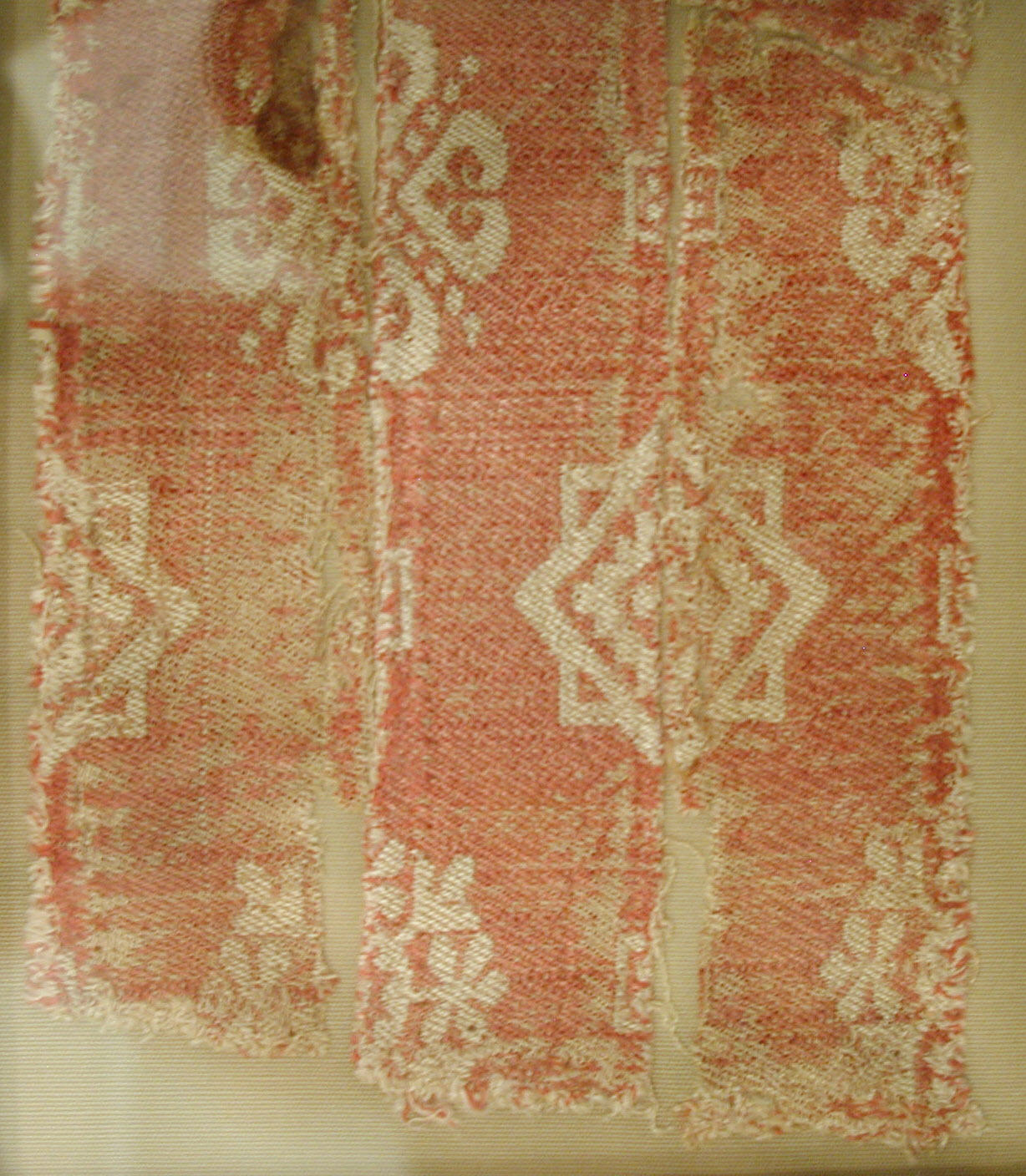
Frammento di Sciamito

Lo sciamito (pr. sciàmito) è un tessuto medievale di particolare struttura e intreccio, contraddistinto da un aspetto compatto, satinato e brillante particolarmente adatto, per il carattere sostenuto, a fungere da supporto a sontuosi ricami. Prodotto originariamente nell'area geografica medio-orientale (Siria, Iran, Bisanzio) si è diffuso in seguito nelle zone mediterranee soggette all'Islam.
Il termine sciamito deriva dal greco hexamitos (in latino examitum) ovvero tessuto dato da sei fili.
Sotto il profilo della tecnica di tessitura lo sciamito è un tessuto senza rovescio, realizzato da due orditi, uno di fondo e uno di legatura che creano rispettivamente il disegno e l'ancoraggio delle trame d'opera.
La superficie si presenta uniforme ed il disegno è ottenuto dalla contrapposizione dei colori di fondo da quelli dell'opera, ma esistono anche sciamiti monocromi: in essi la resa della decorazione è scarsa poiché non vi è adeguato contrasto con il fondo dello stesso colore.